# Xã West Mahanoy, Quận Schuylkill, Pennsylvania
Xã West Mahanoy (tiếng Anh: West Mahanoy Township) là một xã thuộc quận Schuylkill, tiểu bang Pennsylvania, Hoa Kỳ. Năm 2010, dân số của xã này là 2.872 người.